# OEM produkce
OEM (zkratka anglického Original Equipment Manufacturer) je obchodní termín, který označuje výrobce zařízení, jehož výrobek je prodáván a propagován jinou obchodní značkou.
Výrobky, určené pro výrobce OEM se označují jako OEM výrobky. Typickými OEM výrobky jsou základní desky počítačů, monitory, myši a jiné komponenty spotřební elektroniky.
Termín OEM se používá i v jiných oborech než ve výpočetní technice, např. v automobilovém, papírenském, chemickém průmyslu atd.
OEM využívá řada výrobců renomovaných značek (hlavně evropských a amerických), když některé komponenty nebo dokonce i celé výrobky nechá vyrobit v továrně v zemi, kde jsou nižší výrobní náklady a levná pracovní síla (nejčastěji v jihovýchodní Asii, Číně, nebo ve východní Evropě) a následně pak výrobek prodává pod svojí značkou. Nejedná se tedy o případ, kdy produkt vyrábí místní pobočka, nebo dceřiná firma, ale jiná (často partnerská) firma, která jinak běžně vyrábí tytéž nebo podobné produkty své vlastní značky.
Další výhodou výrobců OEM je, že se specializují na daný výrobek a jsou schopni jej vyrábět v podstatně lepší kvalitě a s nižšími náklady, než kdyby si daný produkt musel konečný výrobce vyrábět sám.

## OEM licence
OEM licence je způsob licencování softwaru, kdy je licence k danému programovému vybavení získána koncovým uživatelem současně se zakoupením hardwaru či jiného softwarového produktu. OEM verze softwaru může mít stejný rozsah funkcí jako plná verze, ale je poměrně časté, že funkce OEM verze jsou omezené. Servis k OEM softwaru, jako např. technická podpora, zpravidla poskytuje pouze výrobce počítače. Při OEM prodeji licencí je za vady prodávaného softwaru odpovědný výrobce počítače. Software licencovaný touto licencí bývá většinou možné používat pouze na daném hardwarovém vybavení, možnost přenositelnosti na jiný hardware lze prodejem jako druhotný software. Pod tímto druhem licence je často prodáván např. operační systém Windows od firmy Microsoft. Software poskytovaný v OEM licenci je možné používat jen na jednom počítači. Dříve při zániku nebo nevratném poškození sestavy licence de facto zanikla; kvůli problémům s navázáním na sestavu jako takovou, která je změněna např. i pouhou změnou RAM, bývá licence nově svázána se základní deskou (motherboard). V případě řešení záruční opravy výměnou zboží je zpravidla poskytnuta i nová OEM licence. Výhodou je především výrazně nižší cena oproti stejnému softwaru distribuovanému v "krabicovém balení", tj. s možností instalace na libovolný hardware.
Pokud chce uživatel počítač s OEM softwarem od Microsoftu používat, musí přijmout podmínky přiložené licenční smlouvy. V opačném případě je možné licenci vrátit, pokud kupující vrátí štítek COA (certificate of authenticity) a podepíše prohlášení, že software odinstaluje a nebude jej v budoucnu používat.